# MaK DE 501
Die Lokomotive MaK DE 501 ist eine dieselelektrische Lokomotive, die von der  Maschinenbau Kiel (MaK) gebaut wurde. Die Achsfolge der MaK DE 501 ist Co. Sie hat eine Leistung von wahlweise 500 kW oder 510 kW und erreicht eine maximale Geschwindigkeit von bis zu 45 km/h. Eingebaut wurden Motoren von MWM (510 kW) oder MTU (500 kW). Je nach Ausrüstungsvariante bringt sie es auf eine Dienstmasse von 60 t bis 66 t. Ihr Tankinhalt beträgt 1.700 l.
Die MaK DE 501 wurde zwischen 1980 und 1983 in 20 Exemplaren gebaut. Davon gingen elf Loks an die Krupp Stahl AG, die 1994 von der Eisenbahn und Häfen übernommen wurden. Sechs Loks gingen an die RAG Bahn und Häfen. Eine Lok wurde von der DB unter der Baureihe 259 im Jahr 1983 als möglicher Nachfolger der Baureihe V 60 getestet.
Ab 1984 wurde die Baureihe als DE 502 mit stärkeren MTU-Motoren weitergebaut.
Im Deutschen Fahrzeugeinstellungsregister wurde für diese Fahrzeuge gemeinsam mit der DE 502 die Baureihennummer 98 80 0271 vergeben.